# Gregory Helms
Gregory Shane Helms (født 12. juli 1974) er en amerikansk fribryder, der i øjeblikket kæmper for WWE som Gregory Helms. Nogle kender ham måske bedre fra hans superhelte rolle som The Hurricane. 